# رامون إنريكيز رودريغيز
رامون إنريكيز رودريغيز (بالإسبانية: Ramón Enríquez Rodríguez)‏ هو لاعب كرة قدم إسباني يلعب في مركز الوسط المهاجم ولد في يوم 19 أبريل 2001 في بلدة أورخيفا، يلعب حالياً مع نادي ملقا ويبلغ طوله173 سم.

## روابط خارجية
- رامون إنريكيز رودريغيز على موقع قاعدة بيانات كرة القدم.إي يو (الإنجليزية)
- رامون إنريكيز رودريغيز على موقع Soccerway.com (الإنجليزية)